# Karavan-Solodkîi, Markivka
Karavan-Solodkîi (în ucraineană Караван-Солодкий) este un sat în comuna Sîceanske din raionul Markivka, regiunea Luhansk, Ucraina.

## Demografie
Componența lingvistică a localității Karavan-Solodkîi
     Ucraineană (93,63%)
     Rusă (6,02%)
Conform recensământului din 2001, majoritatea populației localității Karavan-Solodkîi era vorbitoare de ucraineană (93,63%), existând în minoritate și vorbitori de rusă (6,02%).